# Куни, Мартин
Ма́ртин А́ртур Ку́ни (англ. Martin Arthur Couney, при рождении Михаэль Коэн, нем. Michael Cohen; 1869, Кротошин, Великопольское воеводство — 1950) — врач и пионер в области неонатологии.

## Биография
Родился в 1870 году в Эльзасе. Из семьи иммигрантов из Германии еврейского происхождения; многие предки по материнской линии также были докторами. Хотя Мартин Куни утверждал, что был учеником Пьера-Константа Будена, это утверждение не может быть подтверждено; есть основания полагать, что он не имел формальной медицинской квалификации.
Куни наиболее известен тем, что помогал родителям недоношенных детей, помещая их в неонатальные инкубаторы, которые не были тогда разрешены в большинстве больниц. Куни экспонировал недоношенных детей на Берлинской выставке 1896 года, в выставочном центре Earls Court в Лондоне, на выставке Trans-Mississippi в Омахе, штат Небраска, в 1898 году, на Всемирной выставке в Париже в 1900 году, на Всемирной выставке в Буффало, Нью-Йорк в 1901 году, а также постоянно на Кони-Айленде, штат Нью-Йорк, где он взимал 25 центов за просмотр детей, чтобы родителям не пришлось платить за медицинское обслуживание своих детей. Его выставка в Луна-парке открылась в 1903 году. Инкубаторы стали регулярно использоваться в больницах (родильных домах) незадолго до его смерти в 1950 году. По оценкам, число спасённых им недоношенных детей составляет от 6500 до 7000.